# Liste der Baudenkmäler im Saarpfalz-Kreis
Die Liste der Baudenkmäler im Saarpfalz-Kreis enthält die geschützten Baudenkmäler im saarländischen Saarpfalz-Kreis. 
Der Übersicht und Länge halber ist die Liste nach den Städten und Gemeinden des Landkreises separiert. Diese Einteilung findet sich in der folgenden Tabelle, in der zu jedem Eintrag, soweit möglich, ein exemplarisches Foto eines Baudenkmals aus der jeweiligen Stadt oder Gemeinde zu finden ist.
| Bild           | Stadt/Gemeinde | Karte | Liste                                   | Ortsteile |
| -------------- | -------------- | ----- | --------------------------------------- | --- |
| Schule         | Bexbach        |       | Liste der Baudenkmäler in Bexbach       | - Bexbach - Frankenholz - Höchen - Kleinottweiler - Niederbexbach - Oberbexbach |
| Bunker         | Blieskastel    |       | Liste der Baudenkmäler in Blieskastel   | - Alschbach - Altheim - Aßweiler - Ballweiler - Bierbach - Biesingen - Blickweiler - Blieskastel-Mitte - Böckweiler - Breitfurt - Brenschelbach - Lautzkirchen - Mimbach - Niederwürzbach - Pinningen - Webenheim - Wolfersheim |
| Kirche         | Gersheim       |       | Liste der Baudenkmäler in Gersheim      | - Bliesdalheim - Gersheim - Herbitzheim - Medelsheim - Niedergailbach - Peppenkum - Reinheim - Rubenheim - Utweiler - Walsheim                                                                                                  |
| Festungsruinen | Homburg        |       | Liste der Baudenkmäler in Homburg       | - Einöd - Homburg - Jägersburg - Kirrberg - Wörschweiler |
| Burgruinen     | Kirkel         |       | Liste der Baudenkmäler in Kirkel        | - Altstadt - Kirkel-Neuhäusel - Limbach |
| Kloster        | Mandelbachtal  |       | Liste der Baudenkmäler in Mandelbachtal | - Bebelsheim - Bliesmengen-Bolchen - Erfweiler-Ehlingen - Habkirchen - Heckendalheim - Ommersheim - Ormesheim - Wittersheim |
| Beckerturm     | St. Ingbert    |       | Liste der Baudenkmäler in St. Ingbert   | - Hassel - Oberwürzbach - Rentrisch - Rohrbach - St. Ingbert |